# Pakul
Pakul (en rus: Пакуль) és un poble del krai de Krasnoiarsk, a Rússia, segons el cens del 2010 tenia 283 habitants. Pertany al districte municipal de Bolxaia Murtà.